# 常陸秋そば
常陸秋そば（ひたちあきそば）は、1978年（昭和53年）に茨城県農業試験場（現在の茨城県農業総合センター）が茨城県ならではの蕎麦ブランドの育成に着手し、茨城県内の在来種の名で最も形質の優れた常陸太田市赤土町の種を親に選抜育成法によって作られたソバの品種。
近年では茨城県北部（県北地域）の特産物としてまた、水田営農における転作作物として重要な作物となっている。

## 歴史
- 1978年（昭和53年） - 選抜育成の開始[3]
- 1985年（昭和60年） - 茨城県の奨励品種に採用[4]
- 1993年（平成5年）11月10日 - 常陸秋そば振興協議会の設立[5]
- 2003年（平成15年） - 常陸秋そばフェスティバル開催開始

## 種子管理
- 常陸秋そばの原々種は茨城県農業総合センター農業研究所で栽培され、この種子を隔絶した山中の畑で育て、計3年かけて実を結んだ種子が出荷される。

## 生産地
- 常陸太田市
- 常陸大宮市
- 稲敷市
- 土浦市
- 筑西市
- 結城市
- 下妻市

## 認証制度
常陸秋そば振興協議会が、常陸秋そばを使用し、基準を満たした店舗には常陸秋そば使用店に認証する。
常陸秋そば使用店認証店舗数
- 平成20年 - 54
- 平成21年 - 126
- 平成22年 - 141
- 平成23年 - 154
- 平成24年 - 161
- 平成25年 - 172
- 平成26年 - 185
- 平成27年 - 200
- 平成28年 - 214
- 平成29年 - 217
- 平成30年 - 228

## 郷土料理
- つけけんちん（別名：けんちんそば）：茨城県北部（県北）の郷土料理。菜種油で大根・人参・ごぼう・里芋・こんにゃく・豆腐・里芋の葉茎を乾燥させた芋がらを炒め、だし汁を入れて味噌や醤油で味付けをした汁に、蕎麦をつけて食べるもの。